# マンヌロン酸
マンヌロン酸（マンヌロンさん、英語: mannuronic acid）は、マンノースに由来するウロン酸である。l-グルロン酸とともにd-マンヌロン酸は、主に褐藻に含まれる多糖のアルギン酸の構成成分である。また、いくつかの細菌の莢膜多糖体にも含まれている。